# Viện Phẫu thuật Thẩm mỹ và Tạo hình vết bỏng Quốc gia Sheikh Hasina
Viện Phẫu thuật Thẩm mỹ và Tạo hình vết bỏng Quốc gia (NIBPS) là một bệnh viện chuyên về phẫu thuật thẩm mỹ và tạo hình sẹo bỏng nằm tại thủ đô Dhaka, Bangladesh. Đây được xem là trung tâm phẫu thuật thẩm mỹ và tạo hình vết bỏng lớn nhất trên thế giới.

## Trang thiết bị
Viện có tổng cộng 500 giường, 22 giường hồi sức tích cực và 22 thiết bị chăm sóc đặc biệt. Nơi đây có 22 phòng mổ với một đơn vị hậu phẫu.